# Nacho Rodilla
José Ignacio « Nacho » Rodilla Gil, né le 12 mars 1974 à Llíria, en Espagne, est un joueur et entraîneur espagnol de basket-ball. Il évolue au poste d'arrière.

## Palmarès
- Finaliste du championnat d'Europe 1999
- Vainqueur de la coupe ULEB 2002-2003 (Valence)